# نروجین اسکیپ
نروجین اسکیپ (به انگلیسی: Norwegian Escape) یک کشتی است.